# Карателі (фільм)
Карателі (англ. Vigilante) — американський бойовик 1982 року.

## Сюжет
Після того як бандити напали на дружину і вбили сина нью-йоркського робочого Едді Маріно, він приєднується до таємної незаконної групі карателів, що складається з колишніх поліцейських. Вони переслідують і вбивають злочинців, яким раніше неодноразово все сходило з рук через потурання суду.

## У ролях
- Роберт Форстер — Едді Маріно
- Фред Вільямсон — Нік
- Річард Брайт — Берк
- Рутаня Олда — Вікі Маріно
- Дон Блейклі — Праджо
- Джозеф Карберрі — Рамон
- Віллі Колон — Фредеріко «Ріко» Мелендес
- Джо Спінелл — Айзенберг
- Керол Лінлі — помічник Д. А. Мері Флетчер
- Вуді Строуд — Рекі
- Вінсент Бек — суддя Сінклер
- Бо Рукер — Горацій
- Френк Пеше — Блубой
- Стів Джеймс — Гіббонс
- Ренді Юргенсен — детектив Руссо
- Генрі Джудд Бейкер — Куінн
- Данте Джозеф — Скотт Маріно
- Вінсент Руссо — Рубін
- Донна Патті — жертва зґвалтування
- Майк Міллер — доктор Феллон
- Хила Мерроу — Розі
- Френк Джио — Шор
- Реймонд Серра — судовий виконавець
- Сел Каролло — містер Нолті
- Сенді Александр — ув'язнений
- Джері Мартін — медсестра 1
- Сьюзен Фелпс — медсестра 2
- Грегг Стівенс — хлопчик в інвалідному візку
- Берт Піттері — Фелікс
- Кім Делгадо — Леон
- Джеймс Брюстер — Боббі
- Джон Капароса — поліцейський
- Алекс Стівенс — Алекс
- Ральф Монако — Джейк
- Сенді Делл — повія 1
- Рамона Брукс — повія 2
- Енід Бріттон — повія № 3
- Нік Барбаро — тюремний охоронець
- Гаррі Медсен — особистий охоронець
- Майкл Ірен — сердитий молодий чоловік
- Марк Бруно — водій вантажівки 1
- Крістофер Ферріс — водій вантажівки 2
- Джеррі Прейсер — командир відділення
- Деніел Дод — поліцейський 1
- Джозеф Віноградов — поліцейський 2
- Джино Луккі — водій лімузина
- Вільям Лустіг — людина виходить ліфта
- Філомена Спанйоло — стара леді поруч з Едді за межами залу суду